# Домброва (гміна Лохув)
Домброва (пол. Dąbrowa) — село в Польщі, у гміні Лохув Венґровського повіту Мазовецького воєводства.
Населення — 128 осіб (2011).
У 1975-1998 роках село належало до Седлецького воєводства.

## Демографія
Демографічна структура станом на 31 березня 2011 року:
|          | Загалом | Допрацездатний вік | Працездатний вік | Постпрацездатний вік |
| -------- | ------- | ------------------ | ---------------- | -------------------- |
| Чоловіки | 69      | 9                  | 51               | 9                    |
| Жінки    | 59      | 12                 | 27               | 20                   |
| Разом    | 128     | 21                 | 78               | 29                   |